# Mark Consuelos
Mark Andrew Consuelos (Saragozza, 30 marzo 1971) è un attore statunitense, nato in Spagna.
È noto per il ruolo di Hiram Lodge nella serie televisiva Riverdale.

## Biografia
Mark Consuelos è nato a Saragozza, in Spagna, da una madre italiana, Camilla, e da un padre messicano, Saul Consuelos. È il più giovane di tre figli: ha un fratello medico e una sorella avvocato. Consuelos ha vissuto in Italia e negli Stati Uniti fin dall'infanzia. È cresciuto in Libano, nell'Illinois, e più tardi a Tampa, in Florida. Ha frequentato la Bloomingdale High School a Valrico, in Florida, e poi è andato all'università di Notre Dame prima di trasferirsi e laurearsi presso l'Università del Sud della Florida con una laurea in marketing nel 1994.

## Vita privata
Nel 1995, Consuelos è entrato nel cast nella fortunata soap opera La valle dei pini, dove ha conosciuto Kelly Ripa. I due si sono sposati in segreto il 1 ° maggio 1996 e due anni dopo hanno vinto il Soap Opera Digest Awards per il loro ruolo nella soap. La coppia ha tre figli: Michael Joseph (nato il 2 giugno 1997), Lola Grace (nata il 16 giugno 2001) e Joaquin Antonio (nato il 24 febbraio 2003).
Il 3 ottobre 2008, ha celebrato la cerimonia di matrimonio di Howard Stern e della modella / attrice Beth Ostrosky al ristorante Le Cirque di New York. Le due coppie si erano avvicinate, motivo per cui Stern chiese a Consuelos di officializzare. Consuelos acconsentì e prese su di sé l'ordinazione per farne una cerimonia ufficiale per Stern e Ostrosky. La lista degli ospiti per il matrimonio includeva Joan Rivers, Barbara Walters, Billy Joel e la moglie Katie Lee, Jimmy Kimmel, Sarah Silverman e la conduttrice radiofonica di Stern Robin Quivers.

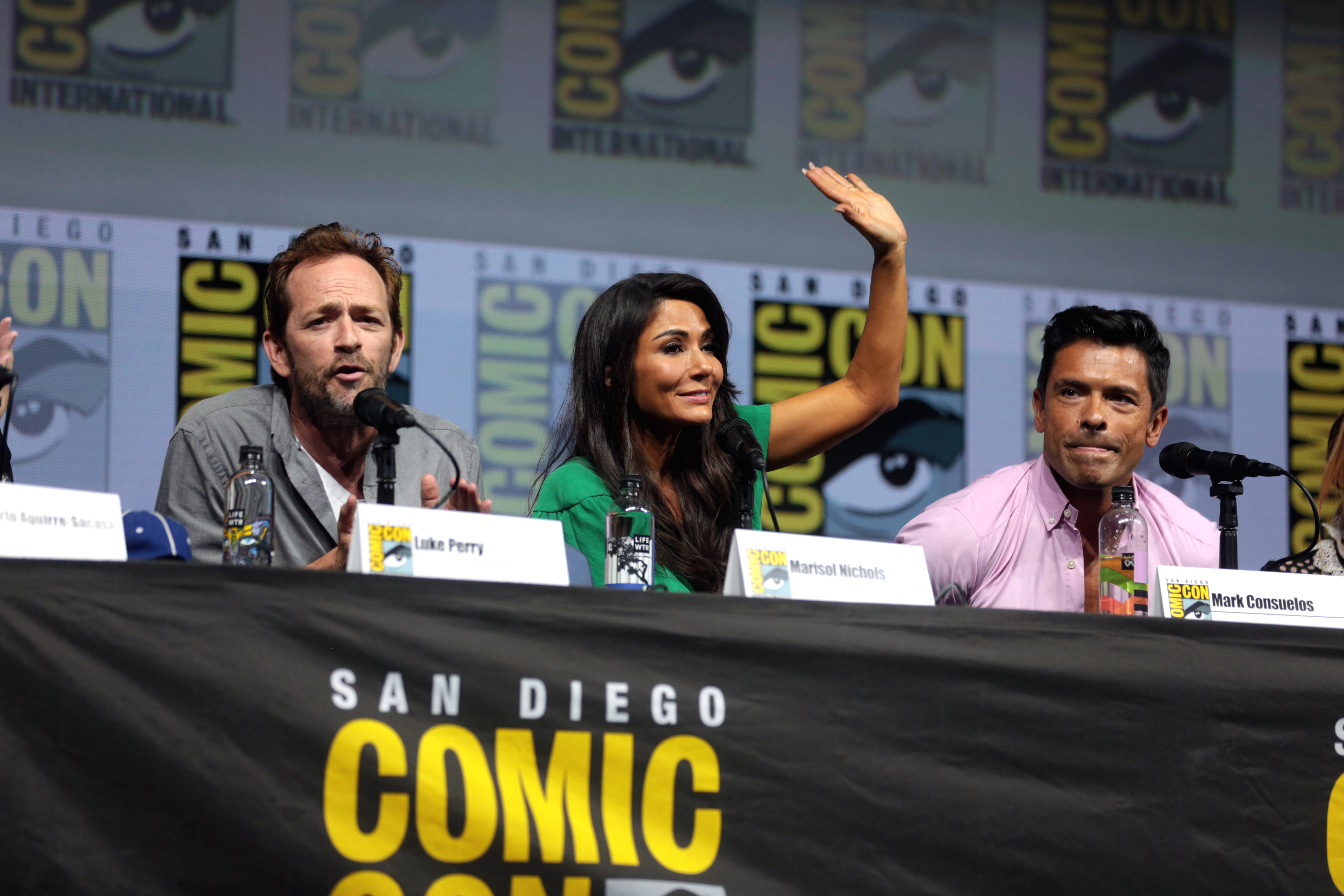
Consuelos, Luke Perry e Marisol Nichols nel 2018 al San Diego Comic-Con International

Hanno comprato un immobile sulla East 76th Street di Manhattan nel 2013 per $27 milioni dallo stilista Luca Orlandi e sua moglie, Oluchi Onweagba, diventando così la seconda residenza più costosa venduta a New York quell'anno. Inoltre hanno comprato anche quote della North Sixth Group di Matt Rizzetta, società proprietaria del Campobasso che attualmente milita in Serie C, e con un'importante quota di minoranza nel Napoli Basket.

## Filmografia

### Cinema
- Beautiful Girl, regia di Douglas Barr (2003)
- The Great Raid - Un pugno di eroi (The Great Raid), regia di John Dahl (2005)
- La mia super ex-ragazza (My Super Ex-Girlfriend), regia di Don Payne (2006)
- Matrimonio per sbaglio (The Pleasure of Your Company), regia di Michael Ian Black (2006)
- La preda perfetta (A Walk Among The Tombstones), regia di Scott Frank (2014)
- Una vita da gatto (Nine Lives), regia di Barry Sonnenfeld (2016)

### Televisione
- La valle dei pini (All My Children) – serial TV, 105 puntate (1995-2010)
- Friends – serie TV, episodio 7x22 (2001)
- Squadra emergenza (Third Watch) – serie TV, episodi 3x07-4x19 (2001-2003)
- Missing (1-800 Missing) – serie TV, 37 episodi (2004-2006)
- Hope & Faith – serie TV, 10 episodi (2005-2006)
- Ugly Betty – serie TV, episodio 3x03 (2007)
- Law & Order: Criminal Intent – serie TV, episodio 3x03 (2008)
- Il mistero dei capelli scomparsi (Killer Hair), regia di Jerry Ciccoritti – film TV (2009)
- Sfilata con delitto (Hostile Makeover), regia di Jerry Ciccoritti – film TV (2009)
- The Protector – serie TV, episodio 1x08 (2011)
- I Hate My Teenage Daughter – serie TV, episodi 1x05-1x06 (2012)
- Law & Order - Unità vittime speciali (Law & Order: Special Victims Unit) – serie TV, episodio 13x17 (2012)
- Guys with Kids – serie TV, episodi 1x09-1x14 (2012)
- American Horror Story – serie TV, 4 episodi (2012-2013)
- The New Normal – serie TV, episodio 1x14 (2013)
- Alpha House – serie TV, 21 episodi (2013-2014)
- Kingdom – serie TV, 5 episodi (2015)
- Pitch – serie TV, 10 episodi (2016)
- Regina del Sud  – serie TV, 7 episodi (2016-2017)
- The Night Shift – serie TV, 7 episodi (2017)
- Riverdale – serie TV, 75 episodi (2017-2021, 2023)
- Katy Keene - serie TV, ep. 1x13 (2020)
- Only Murders in The Building - serie TV, ep. 2x07 (2022)

## Doppiatori italiani
Nelle versioni in italiano delle opere in cui ha recitato, Mark Consuelos è stato doppiato da:
- Fabio Boccanera in Hope & Faith, Riverdale (st. 4-7), Katy Keene
- Marco Vivio in Regina del Sud, Only Murders in the Building
- Andrea Ward in Beautiful Girl
- Simone D'Andrea in Missing
- Ettore Bassi in American Horror Story
- Francesco Sechi in La preda perfetta
- Roberto Gammino in Una vita da gatto
- Francesco Pezzulli in Pitch
- Riccardo Rossi in Riverdale (st. 2-3)
- Fabrizio Dolce in How I Met Your Father